# ماهی جنوبی (صورت فلکی)
صورت فلکی ماهی جنوبی یا حوت جنوبی معادل لاتین:PsA
مساحت: ۲۴۵ درجه مربع

## افسانه
در اساطیر یونانی، حوت جنوبی که به نام 'ماهی بزرگ' شناخته می‌شود، از آبریز صورت فلکی دلو، آب می‌نوشد.

## ستاره‌ها
فم‌الحوت نام عربی ستاره آلفا حوت جنوبی است که به معنای «دهان ماهی» می‌باشد. طیف آن از نوع A3 V و قدر ان ۱٫۲ است. فاصله آن تا ما ۲۲ سال نوری برآورده می‌گردد. فم‌الحوت بی سیاره آن است.

## اجرام عمقی آسمان
ندارد

## صور فلکی همسایه
1. دلو
2. سنگتراش
3. درنا
4. کمان
5. مرغ بهشتی